# Belodon
Genre
Belodon est un genre fossile de Phytosaures ayant vécu à la fin du Trias, d'environ 206 à 201 millions d'années, et dont la validité est incertaine. L'ordre des Phytosaures rassemble des Archosauriformes dérivés ou des Archosaures basaux, selon les auteurs, ayant vécu au Trias supérieur, semi-aquatiques et ressemblant extérieurement aux crocodiles actuels.

## Historique
Belodon a été décrit en 1844 par le paléontologue allemand Hermann von Meyer. Son nom est formé à partir du grec ancien « bólos » (flèche, javelot) et « Odoús » (dent), pour signifier la forme pointue de ses dents.
Au fil du temps, de nombreux fossiles trouvés dans de nombreux pays, en particulier en Europe et aux États-Unis, ont été attribués au genre, sous différents noms d'espèces. Une grande partie d'entre eux ont ensuite été réattribués à d'autres genres, voisins ou non.

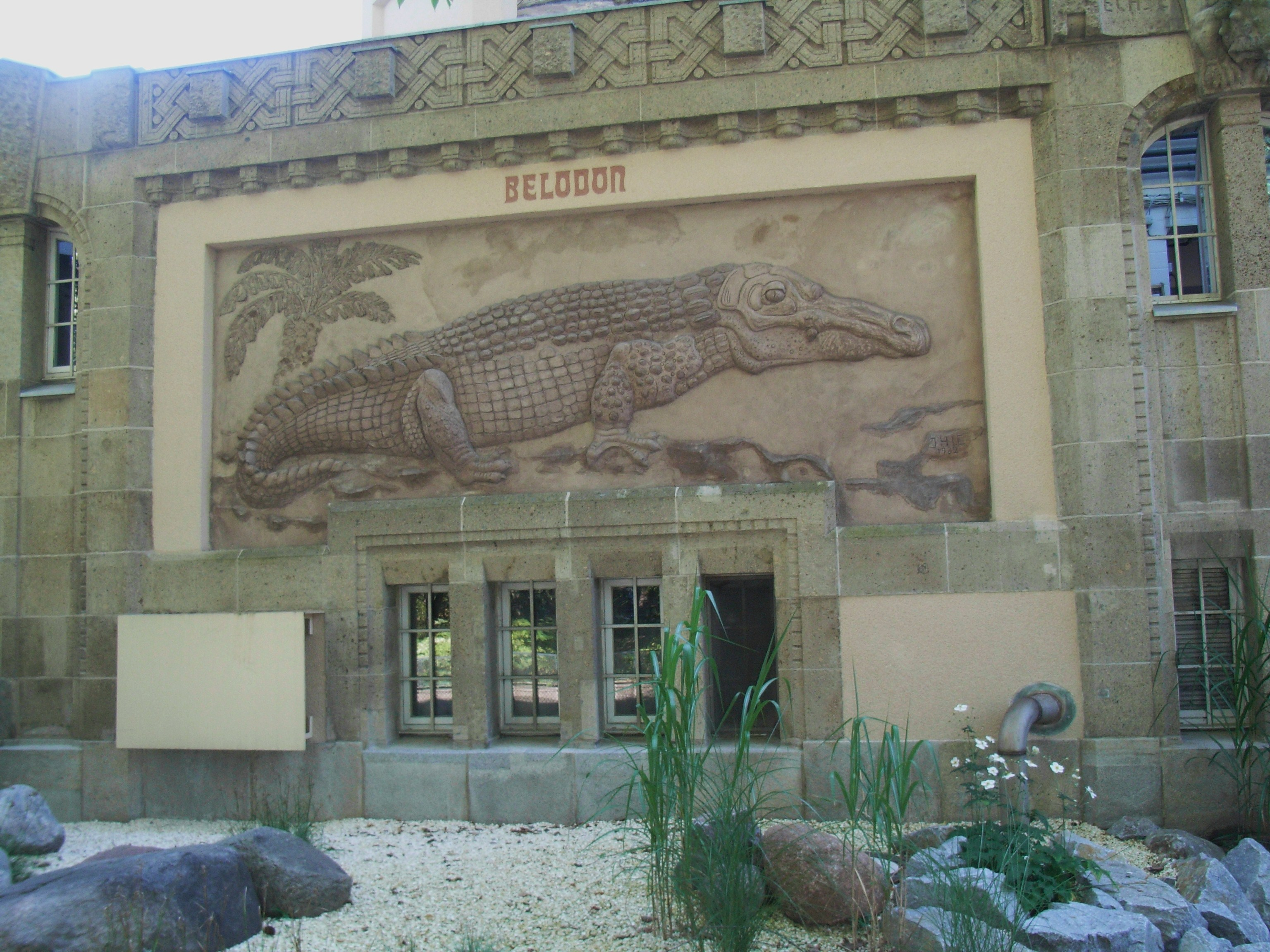
Bas-relief de Belodon par Heinrich Harder (1858-1935) à l'aquarium de Berlin.

## Description
L’articulation de la cheville de Belodon et les éléments en forme de plaque de la ceinture pelvienne sont plus archaïques que chez les Suchiens. De plus, les narines de Belodon sont situées juste à l'avant des yeux, comme chez tous les Phytosaures, alors que chez les crocodiles elles sont situées à l'avant du museau.

## Liste des espèces
De nombreuses espèces de Belodon ont été décrites, dont plusieurs sont présumées invalides :
- † Belodon plieningeri Meyer, 1844 (espèce type)
- † Belodon buceros Cope, 1881[1]
- † Belodon kapfii von Meyer, 1861
- † Belodon lepturus (Cope, 1870)[2]
- † Belodon priscus Leidy, 1856[3] (synonyme de Compsosaurus priscus)
- † Belodon scolopax (Cope, 1881)[1]
- † Belodon validus (Marsh, 1893)[4]